# Baryssinus lineaticollis
Baryssinus lineaticollis là một loài bọ cánh cứng trong họ Cerambycidae.